# Pseudamnicola sciaccaensis
Pseudamnicola sciaccaensis is een slakkensoort uit de familie van de Hydrobiidae. De wetenschappelijke naam van de soort is voor het eerst geldig gepubliceerd in 2007 door Gloer & Beckmann.